# Fenerbahçe Spor Kulübü (pallavolo maschile)
Il Fenerbahçe Spor Kulübü è una società pallavolistica maschile turca, con sede a Istanbul: milita nel campionato turco di Efeler Ligi; fa parte della società polisportiva Fenerbahçe Spor Kulübü.

## Storia
Il Fenerbahçe Spor Kulübü viene fondato nel 1927, all'interno dell'omonima società polisportiva. Prima dell'avvento del professionismo, il club prende parte al campionato cittadino di Istanbul, vincendo nove edizioni, ed al campionato non professionistico turco. Con la nascita della Voleybol 1. Ligi il club non ottiene grandi risultati fino agli anni duemila, raggiungendo la finale scudetto nel 2004 e nel 2006. Nella stagione 2007-08 vince il primo trofeo della propria storia, aggiudicandosi la Coppa di Turchia, bissando il successo con la vittoria dello scudetto.
Dopo una finale scudetto persa contro l'İstanbul BB, si aggiudica tre titoli turchi consecutivi, impreziositi da un'altra vittoria nella coppa nazionale e da due affermazioni consecutive nella Supercoppa turca; la prima vittoria in ambito europeo arriva con la conquista della Challenge Cup 2013-14 contro la Top Volley Latina.

## Rosa 2023-2024
| N° | Nome             | Ruolo | Data di nascita  | Nazionalità sportiva |
| -- | ---------------- | ----- | ---------------- | -------------------- |
| 1  | Kaan Gürbüz      | O     | 16 agosto 2001   | Turchia              |
| 2  | Caner Pekşen     | P     | 9 giugno 1987    | Turchia              |
| 5  | Hasan Yeşilbudak | L     | 11 gennaio 1984  | Turchia              |
| 7  | Emre Savaş       | C     | 3 luglio 1995    | Turchia              |
| 8  | Dražen Luburić   | O     | 2 novembre 1993  | Serbia               |
| 9  | Halil Kurt       | C     | 16 febbraio 1998 | Turchia              |
| 10 | Ali Yılmaz       | S     | 5 aprile 1999    | Turchia              |
| 11 | Dick Kooy        | S     | 3 dicembre 1987  | Paesi Bassi          |
| 13 | Yiğit Gülmezoğlu | S     | 28 dicembre 1995 | Turchia              |
| 14 | Hasan Sıkar      | C     | 18 maggio 1991   | Turchia              |
| 15 | Nikolaj Penčev   | S     | 22 maggio 1992   | Bulgaria             |
| 17 | Murat Yenipazar  | P     | 1º gennaio 1993  | Turchia              |
| 18 | Mert Cuci        | C     | 10 agosto 2005   | Turchia              |
| 21 | Caner Dengin     | L     | 15 dicembre 1987 | Turchia              |
| 22 | Mahdi Ghaziani   | C     | 21 maggio 2001   | Iran                 |
| 77 | Hasan Yanar      | P     | 10 maggio 2005   | Turchia              |

## Palmarès
- Campionato turco: 5

2007-08, 2009-10, 2010-11, 2011-12, 2018-19
- Coppa di Turchia: 4

2007-08, 2011-12, 2016-17, 2018-19
- Supercoppa turca: 4

2011, 2012, 2017, 2020
- Challenge Cup: 1

2013-14
- BVA Cup: 2

2009, 2013